# Coppa del Re 2006 (hockey su pista)
La Coppa del Re 2006 è stata la 63ª edizione della principale coppa nazionale spagnola di hockey su pista. La competizione ha avuto luogo con la formula della final eight dal 9 al 12 marzo 2006 presso il Pavelló Municipal di Lloret de Mar. 
Il trofeo è stato conquistato dal Reus Deportiu per la settima volta nella sua storia superando in finale il Barcellona.

## Squadre partecipanti
Le squadre qualificate sono le prime otto classificate al termine del girone di andata dell'OK Liga 2006-2007.
| Club          | Qualificazione                             |
| ------------- | ------------------------------------------ |
| Barcellona    | 1º posto nel girone di andata dell'Ok Liga |
| Reus Deportiu | 2º posto nel girone di andata dell'Ok Liga |
| Vic           | 3º posto nel girone di andata dell'Ok Liga |
| Igualada      | 4º posto nel girone di andata dell'Ok Liga |
| Lloret        | 5º posto nel girone di andata dell'Ok Liga |
| Tenerife      | 6º posto nel girone di andata dell'Ok Liga |
| Vilanova      | 7º posto nel girone di andata dell'Ok Liga |
| Maçanet       | 8º posto nel girone di andata dell'Ok Liga |

## Risultati

### Quarti di finale
| Squadra 1     | Risultato | Squadra 2 |
| ------------- | --------- | --------- |
| 9 marzo 2006  |           |           |
| Barcellona    | 5 - 1     | Maçanet   |
| Igualada      | 2 - 1     | Lloret    |
| 10 marzo 2006 |           |           |
| Reus Deportiu | 5 - 0     | Vilanova  |
| Vic           | 3 - 1     | Tenerife  |

### Semifinali
| Squadra 1     | Risultato | Squadra 2 |
| ------------- | --------- | --------- |
| 11 marzo 2006 |           |           |
| Barcellona    | 5 - 3     | Igualada  |
| Reus Deportiu | 3 - 1     | Vic       |

### Finale
| Lloret de Mar 12 marzo 2006 | Reus Deportiu | 3 – 2 | Barcellona | Pavelló Municipal |